# Франсис (Оклахома)
Франсис (енгл. Francis) град је у америчкој савезној држави Оклахома.

## Демографија
По попису из 2010. године број становника је 315, што је 17 (-5,1%) становника мање него 2000. године.
| Група             | 2000.       | 2010.       |
| Белци             | 270 (81,3%) | 233 (74,0%) |
| Афроамериканци    | 0 (0,0%)    | 7 (2,2%)    |
| Азијати           | 1 (0,3%)    | 1 (0,3%)    |
| Хиспаноамериканци | 5 (1,5%)    | 15 (4,8%)   |
| Укупно            | 332         | 315         |